# Долгосрочные обязательства
Долгосрочные обязательства представляют собой обязательства, срок исполнения которых превышает 12 месяцев. Долгосрочные обязательства — это задолженность организации по кредитам и займам. К долгосрочным обязательствам также относятся отложенные налоговые обязательства. Оценивая финансовое состояние организации, имеющей долгосрочные заимствования, нельзя сказать, что их наличие является отрицательным. Кроме того, долгосрочные обязательства могут быть приравнены к собственным средствам. Также учитывая инфляционные процессы, можно считать, что наличие долгосрочных обязательств является выгодным фактором для организации, так как их реальная стоимость в момент получения существенно отличается от стоимости в момент оплаты.

## Виды долгосрочных обязательств
- кредиты и займы со сроком погашения, превышающим 12 месяцев;
- векселя, выданные со сроком погашения, превышающим 12 месяцев;
- облигации, выпущенные на срок более 12 месяцев;
- отсроченные налоговые обязательства.

Долгосрочные кредиты банкам выдаются под приобретение инвестиционных активов, на пополнение оборотных средств или на погашение текущих обязательств.
Если налоги, например, налог на прибыль, уплачивается чаще 1 раза в год (в квартальном, полугодовом и т. д. балансе), то называть такие обязательства долгосрочными будет некорректно. В таком случае налоговые суммы переносятся в раздел текущих обязательств).
При оценке финансового состояния предприятия долгосрочные обязательства принято делить на две группы:
1. часть долгосрочной кредиторской задолженности, которая будет погашена более чем через 12 месяцев после отчётной даты;
2. часть долгосрочной кредиторской задолженности, которая будет погашена до истечения ближайших 12 месяцев после отчётной даты.